# 戀妹SWEET☆DAYS
《戀妹SWEET☆DAYS》是日本Parasol在2012年5月25日發售的戀愛冒險類型成人遊戲。

## 故事
原本和姊姊同住的八千穂大和，某天姊姊為了雙親持股的學園經營問題而要求大和轉入全寮制的響迦院女學院並和理事長的女兒響迦院百合香搞好關係。大和無奈轉入後意外和很久不見的青梅竹馬山宮恵那和兩位妹妹八千穂葵和八千穂茜重逢。然而在她們陸續對大和告白之後，原本平靜的校園生活也開始熱鬧起來。

## 角色

### 主要角色
八千穂大和
本作男主角，三年級學生。
八千穂葵（聲優：夏野冰）
生日：7月7日　身高：151cm　三圍：B71（A）/W51/H74
八千穗家的次女，二年級學生。
八千穂茜
生日：12月1日　身高：144cm　 三圍：B69（AA）/W50/H76
八千穗家的三女，一年級學生。
響迦院百合香
生日：6月11日　身高：155cm　 三圍：B77（C）/W57/H81
響迦院理事長的女兒，擔任學生會會長的三年級學生。
山宮恵那（聲優：松田理沙）
生日：8月26日　身高：157cm　三圍：B74（B）/W53/H76
大和的同學和青梅竹馬，田徑部的部員。

### 其他角色
八千穂梓（聲優：川島梨乃）
生日：11月8日　身高：168cm　 三圍：B87（E）/W56/H89
八千穗家的長女，響迦院學園的保健醫生。
普門寺綺依里（聲優：青葉林檎）
生日：10月19日　身高：163cm　三圍：B74（B）/W48/H75
三年級學生，和百合香是表姊妹關係，擔任百合香的隨從。
茅野侑子（聲優：小倉結衣）
生日：6月24日　身高：149cm　三圍：B70（A）/W48/H71
葵的同學，報導部的部員。喜歡惠那，是男女都能接受的雙性戀。
鰍沢藤乃
生日：8月2日　身高：142cm　三圍：B68（AA）/W46/H68
學生宿舍的管理員，過去和梓是同年級學生和朋友。

## 工作人員
- 原畫：、魚[3]
- SD原畫：
- 劇本：、
- 音樂：solfa（日语：Solfa）
- 影片：藤村沙紀
- 製作人：瑞原奈緒

## 主題歌
OP
作詞：天ヶ咲麗　作曲/編曲：iyuna　歌手：茶太
八千穂葵ED「new melody」
作詞：　作曲/編曲：　歌手：夏野こおり
八千穂茜ED
作詞：　作曲/編曲：iyuna　歌手：
響迦院百合香ED
作詞：　作曲/編曲：iyuna　歌手：
山宮恵那ED
作詞：　作曲/編曲：橋咲透　歌手：松田理沙

## 相關商品
發行：solfa　發售日：2012年6月1日

## 外部連結
- 官方網站 （页面存档备份，存于）（日語）